# Indiana Jones and the Last Crusade
Indiana Jones and the Last Crusade (no Brasil, Indiana Jones e a Última Cruzada; em Portugal, nos PALOP e em Macau, Indiana Jones e a Grande Cruzada) é um filme estadunidense de 1989, de aventura, dirigido por Steven Spielberg e baseado em uma história de George Lucas. É a terceira parcela da franquia Indiana Jones. Harrison Ford reprisa o papel-título e Sean Connery interpreta o pai de Indiana, Dr. Henry Jones, Outros membros do elenco em destaque incluem Alison Doody, Denholm Elliott, Julian Glover, River Phoenix, e John Rhys- Davies  No filme, ambientado em grande parte, em 1938, Indiana procura por seu pai, e o Santo Graal que foi raptado por nazistas.
Após a reação mista para Indiana Jones e o Templo da Perdição, Spielberg preferiu compensar com um filme com baixa violência e sangue. Durante os cinco anos entre O Templo da Perdição e a Última Cruzada, ele e George Lucas, produtor executivo, revisaram vários roteiros antes de aceitar o de Jeffrey Boam. Os locais de filmagem incluíram a Espanha, Itália, Reino Unido, Turquia e Jordânia.
O filme foi lançado na América do Norte em 24 de Maio de 1989 e teve principalmente críticas positivas. Foi um sucesso financeiro, ganhando US$ 474 171 806 em bilheterias em todo o mundo. Ele ganhou um Oscar de Melhor Edição de Som.

## Sinopse
O filme começa no ano de 1912. Um jovem escoteiro chamado Indiana Jones, um dia estava em suas expedições de escoteiro, viu  com alguns homens a cruz de coronado uma caverna e resolve roubá-la. Mas perde para um colecionador particular que se passava por policial. Passados 26 anos, o agora professor de arqueologia, Sr. Jones toma a Cruz de Coronado, novamente, mas desta vez, em um navio, consegue fugir e matar os homens. Ao voltar para os Estados Unidos recebe um misterioso envelope contendo um diário com todas as informações sobre o local do esconderijo do Santo Graal (o cálice que Jesus Cristo teria usado na Última Ceia e que também recebeu o seu sangue após a crucificação) escrito por seu pai, o professor Henry Jones. Também é informado de que seu pai fora capturado pelos nazistas, que sob o comando do espião Walter Donovan, tinham convocado Henry Jones para conseguir encontrar o Graal. Com a ajuda da cientista austríaca Drª. Elsa Schneider, Indiana encontra a localização do Graal em uma catacumba de Veneza, e resgata seu pai em um castelo na fronteira da Alemanha com a Áustria. Após ela revelar trabalhar para os Nazistas, Indiana e seu pai fogem do castelo e vão para a república de Hatay junto com seus amigos Marcus Brody (curador do museu em que Indy trabalha) e Sallah (um árabe que ajudou eles para tentar resgatar o Graal antes dos Nazistas).

## Produção

### Desenvolvimento
Lucas e Spielberg tinham a intenção de fazer uma trilogia dos filmes de Indiana Jones desde que Lucas apresentou o primeiro filme Indiana Jones e os Caçadores da Arca Perdida para Spielberg em 1977.
Lucas sugeriu inicialmente fazer "um filme mansão mal-assombrada", para o qual a escritora Diane Thomas, de Tudo por uma Esmeralda, escreveu um script. Spielberg rejeitou a ideia por causa da semelhança com Poltergeist, que ele co-escreveu e produziu. Lucas inicialmente introduziu o Santo Graal como uma ideia para o prólogo do filme, que seria locado na Escócia. Ele pretendia que o Graal tivesse uma base pagã, com o resto do filme girando em torno de um outro artefato cristão diferente na África. Spielberg não se importou com a ideia do Graal que ele achou muito esotérica, mesmo depois que Lucas sugeriu dar-lhe poderes de cura e a capacidade de conceder a imortalidade. Em setembro de 1984, Lucas completou uma pré-elaboração de oito páginas intitulada Indiana Jones e o Rei Macaco, que logo em seguida tornou-se um esboço de 11 páginas. A história viu Indiana lutando contra um fantasma, na Escócia, antes de encontrar a Fonte da Juventude na África.
Chris Columbus - que havia escrito Gremlins, The Goonies e Young Sherlock Holmes, produzidos por Spielberg - foi contratado para escrever o roteiro. Sua primeira versão, datada de 3 de maio de 1985, mudou o enredo principal. O roteiro de Columbus vazou na Internet em 1997, e muitos acreditavam que era um rascunho para o quarto filme porque foi erroneamente datado de 1995.
Insatisfeito, Spielberg sugeriu a introdução do pai de Indiana, Henry Jones, Sr. Lucas ficou em dúvida, acreditando que o Graal deveria ser o foco da história, mas Spielberg o convenceu de que o relacionamento entre pai e filho serviria como uma grande metáfora na busca de Indiana pelo artefato. Spielberg contratou Menno Meyjes para começar um novo roteiro em 1 de Janeiro de 1986. Meyjes concluiu seu roteiro 10 meses mais tarde.
Spielberg sugeriu Jeffrey Boam para executar a próxima reescrita. Boam passou duas semanas retrabalhando a história com Lucas. Boam disse a Lucas que Indiana deveria encontrar seu pai no meio da história. Boam disse que sentia que não houve suficiente desenvolvimento do personagem nos filmes anteriores.
A reescrita de Boam de fevereiro de 1988 utilizou muitas das sugestões cômicas de Connery. Ele incluiu o prólogo que acabou por ser filmado. Lucas teve que convencer Spielberg para mostrar Indiana como um menino. Spielberg  teve a ideia de fazer Indiana como um escoteiro. Tom Stoppard reescreveu o roteiro em 8 de maio de 1988 sob o pseudônimo de Barry Watson. Ele poliu muito do diálogo e criou a figura do "Chapéu Fedora" para ligar os segmentos do prólogo que caracterizam os Indianas jovem e adulto.

## Elenco
- Harrison Ford como Indiana Jones
- Sean Connery como Dr. Henry Jones
- Alison Doody como Dra Elsa Schneider
- River Phoenix como Jovem Indiana Jones
- John Rhys-Davies como Sallah
- Denholm Elliott como Marcus Brody
- Julian Glover como Walter Donovan
- Michael Byrne como Coronel Vogel
- Kevork Malikyan como Kazim
- Robert Eddison como Cavaleiro do Graal

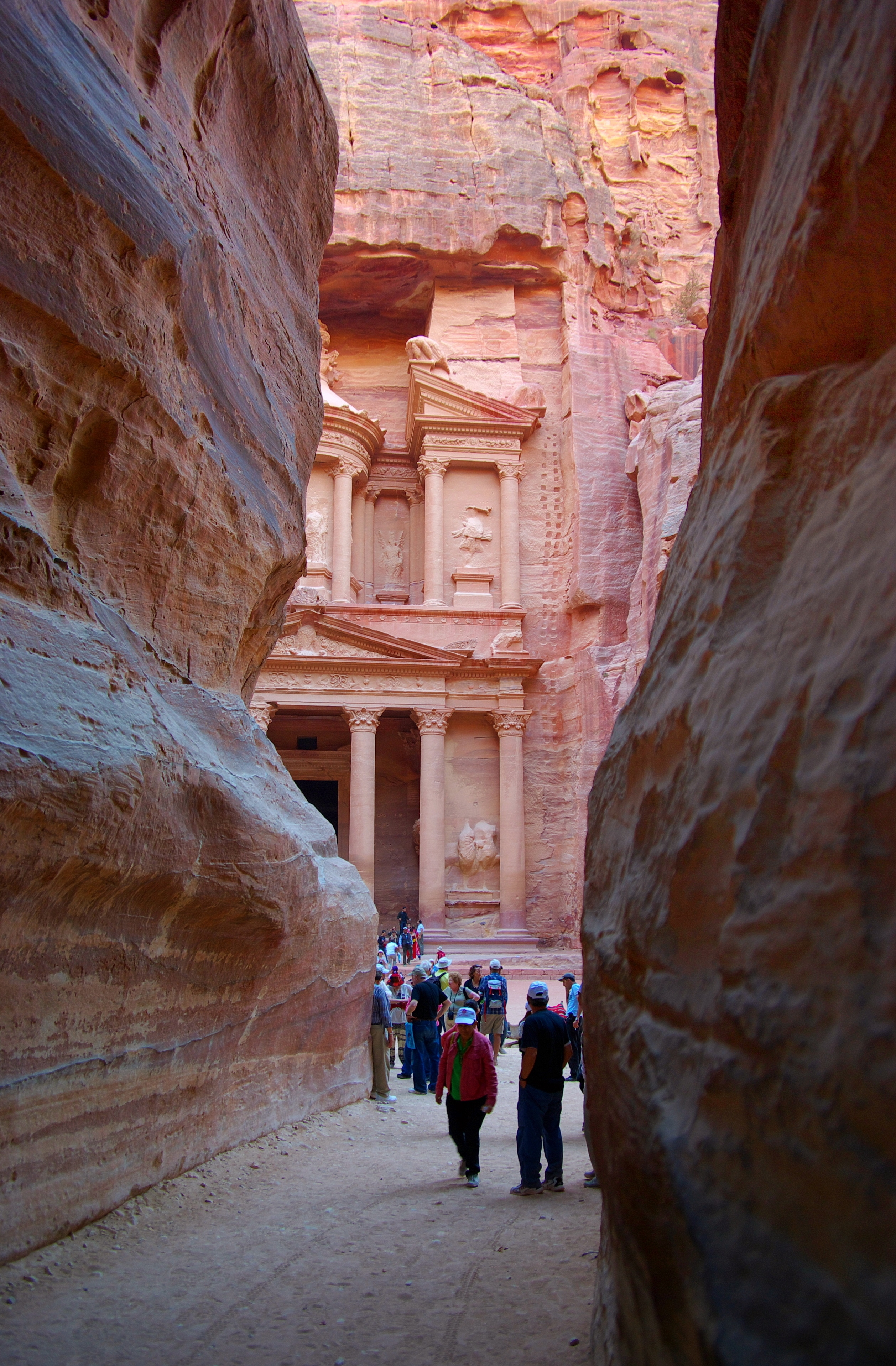
Locais do filme em Petra, Jordânia.

## Prêmios e indicações
- Oscar:
  - Premiado na categoria de "Melhores Efeitos Sonoros".
  - Indicado em outras duas categorias: "Melhor Som" e "Melhor Trilha Sonora".
- Globo de Ouro:
  - Indicado na categoria de "Melhor Ator Coadjuvante" (Sean Connery).
- Saturn Award (Academy of Science Fiction, Fantasy & Horror Films, EUA):
  - Indicado nas categorias de "Melhor Ator" (Harrison Ford), "Melhor Figurino", "Melhor Roteiro" e "Melhor Filme de Fantasia".
- BAFTA:
  - Indicado nas categorias de "Melhor Ator Coadjuvante" (Sean Connery), "Melhor Som" e "Melhores Efeitos Especiais".